# Val en Vignes
Val en Vignes é uma comuna francesa na região administrativa da Nova Aquitânia, no departamento de Deux-Sèvres. Estende-se por uma área de 78.30 km². Em 2010 a comuna tinha 2 155 habitantes (densidade: 27,5 hab./km²).
Foi criada em 1 de janeiro de 2017, a partir da fusão das antigas comunas de Cersay (sede da comuna), Bouillé-Saint-Paul e Massais.